# Walter Wichmann
Walter Wichmann (* 1916 in Berlin-Pankow; † 1970 in München) war ein deutscher Maler und Grafiker. Zu seinem Œuvre gehören Skizzen, grafische Blätter, Tafel- und Wandbilder.

## Leben
Walter Wichmann wurde 1916 als Sohn des Bankangestellten Paul Wichmann und seiner  Frau Ida in Berlin-Pankow geboren. Von 1933 bis 1935 absolvierte er eine Buchdruckerlehre. Während dieser Zeit widmete er sich autodidaktisch der Malerei. Er nahm von 1936 bis 1939 Malunterricht bei Otto Nagel in Berlin und besuchte 1939 die Deutschen Kunstschule,  Vereinigung für freies Kunstschaffen und Kunstpflege e.V.
Von 1939 bis 1945 nahm er am Polen- und am Russlandfeldzug teil, wo seine Aquarelle und Zeichnungen des Kriegsgeschehens entstanden. 1943 erhielt er den Villa-Romana-Preis; 1945 geriet er in Kriegsgefangenschaft.
In den Jahren von 1947 bis 1951 hatte er einen Lehrauftrag an der Berliner Hochschule für Bildende Künste als Dozent für „Figürliches Zeichnen“ an der Meisterschule für Graphik und Buchgewerbe Berlin. 1951 bis 1960 übernahm er Auftragsarbeiten u. a. für Weltjugendfestspiele 1951 in Ostberlin, Theater Magdeburg, Friedrich-Wolf-Theater Eisenhüttenstadt (Sgraffitos), Friedhof Friedrichsfelde  (Glasfenster), Buchillustrationen, Lichtinstallationen; Beginn der expressiv ungegenständlichen Malerei.
1960 zog er nach München, wo er sich weiter der expressiven Malerei widmete.

## Werke (Auswahl)
Die frühen und zeichnerischen Studien entstanden zwischen 1936 und 1939, teilweise unter Anleitung von Otto Nagel.

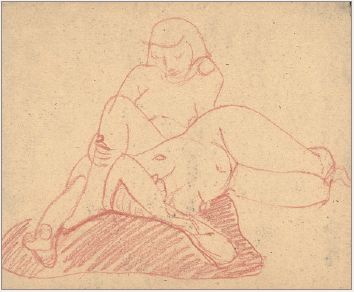
Weibliche Akte, o. J., Rötel, 25 × 31 cm
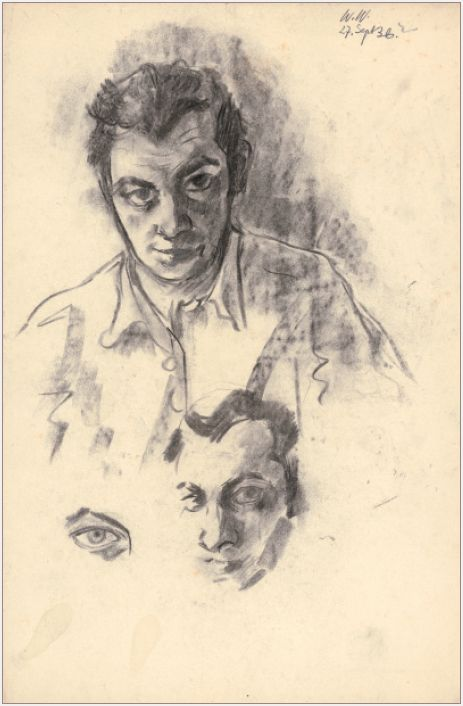
Selbstporträt, 1936, Graphit, 30 × 21 cm

Von dokumentarischem Interesse sind die zeichnerischen und aquarellierten Studien und Skizzen, in denen der Künstler 1941–44 als Soldat in Russland seine Seherlebnisse festhielt und für die er 1944 den Villa-Romana-Preis erhielt. Dem Gesehenen verpflichtet, sind diese Blätter frei von jeder Kriegspropaganda, aber auch von Sentimentalität; das Skizzenhafte schützt vor artifizieller Überhöhung.

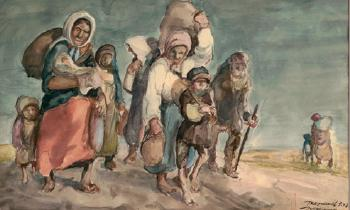
Russland, 1942, Aquarell, 38 × 60 cm
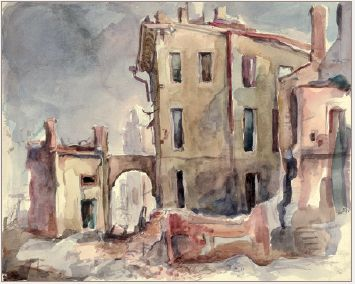
Ruinen, Russland, o. J. (um 1942), Aquarell, 27 × 35 cm

Nach 1945 lebte Walter Wichmann im Ostsektor Berlins. Seine Malerei zählte zu jener Strömung des Nachkriegsexpressionismus, gegen die in der DDR polemisiert und Druck ausgeübt wurde.

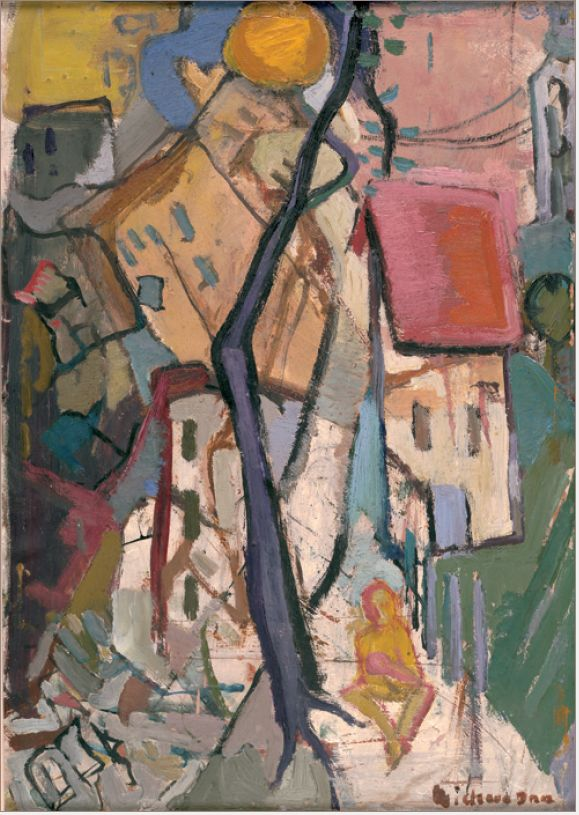
Berlin-Pankow, Breite Straße, 1945, Öl auf Hartfaser, 53 × 37 cm
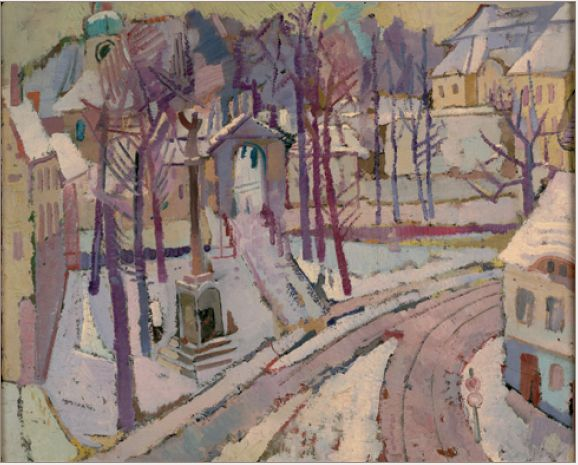
Schlossinsel Köpenick, o. J. (um 1958), Öl auf Hartfaser, 60 × 75 cm

Grafische Blätter der 50er Jahre sind meist illustrativen Projekten gewidmet. Die Tafelbilder der Jahre nach dem Krieg – häufig Stadtlandschaft, Stillleben – sind zunächst in den Farben verhalten oder dunkel, wurden aber zunehmend durch stärkere und leuchtende Farben ersetzt.
In München entstanden meist Pastelle, in denen mit kräftiger Farbigkeit ungegenständliche facettenhafte Kompositionen entwickelt sind. In diesen Arbeiten verwirklichte Walter Wichmann seine Vorstellung einer farbstarken Expressivität. (Jens Semrau)

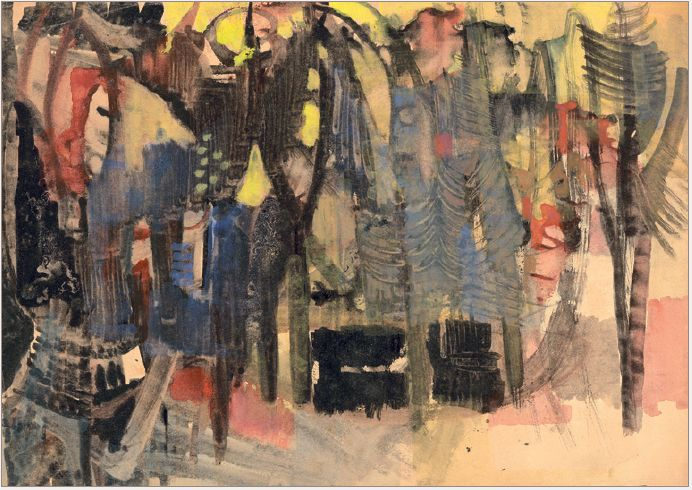
Landschaftsstudie, o. J., Aquarell, 41 × 28 cm
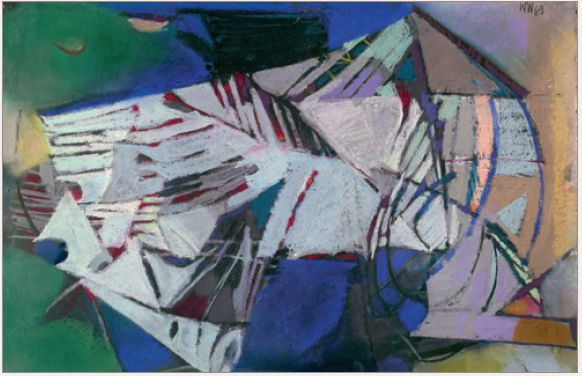
Komposition, 1969, Pastell auf Papier, 50 × 75 cm

## Werkstandorte (Auswahl)
- Belarussisches Staatliches Museum zur Geschichte des Großen Vaterländischen Krieges, Minsk
- Kunstgalerie am Staatlichen Museum Smolensk, Smolensk
- Städtisches Museum Eisenhüttenstadt
- Mittelrhein-Museum, Koblenz
- Sammlung Gerd Gruber, Wittenberg
- Villa Romana, Florenz
- Feierhalle des Zentralfriedhofs Berlin-Friedrichsfelde
- Friedrich-Wolf-Theater, Eisenhüttenstadt
- Akademie der Künste, Kunstsammlung, Berlin

## Ausstellungen (Auswahl)
- Ausstellung Nordberliner Künstler, Schloß Niederschönhausen, 1943
- Kunstschau Malerei Graphik Plastik, Berlin-Weißensee, Magistrat der Stadt Berlin, 1946
- Arbeitsgemeinschaft bildender Künstler, Berlin-Pankow, Künstlerheim Berlin-Niederschönhausen, 1946
- Walter Wichmann, Buchhandlung Lowinsky, Berlin, 1946
- Kunstausstellung Maler-Aktiv-Wedding Berlin-Charlottenburg, 1947
- Ausstellungen „Junge Generation“, Veranstalter: Magistrat Groß-Berlin, Berlin, 1947
- Walter Wichmann Aquarelle – Pastelle – Ölbilder, Buchhandlung Lowinsky, Berlin, 1948
- Ausstellung „Karneval“ Masken, Landschaften, Figuren, Galerie Gerd Rosen, Berlin, 1948
- Meister des Expressionismus Ölbilder – Aquarelle – Grafik, Wilhelm Peters, Walter Wichmann, Buchhandlung Lowinsky, 1950
- Malerei Grafik Plastik, Ausstellung am Kastanienwäldchen, Zentrales Haus der Deutsch-Sowjetischen Freundschaft, 1957
- Walter Wichmann „Rußlandbilder“, Haus der Kirche, Berlin-Charlottenburg, 1969
- Walter Wichmann Malerei, Grafik, Zeichnung, Städtische Galerie Eisenhüttenstadt, 2007
- Walter Wichmann, Helmut Thoma, Malereien & Holzschnitte, Galerie Joachim Pohl, Berlin-Pankow, 2010
- Walter Wichmann „Smolensk 1941–1943“, Villa Post, Hagen, 2020
- Walter Wichmann „Belarus 1941“, Belarussisches Staatliches Museum zur Geschichte des Großen Vaterländischen Krieges, Minsk, 2021
- Walter Wichmann „Belarus 1941“, History Museum of Mogilev, 2022
- "Der offene Kreis", Mittelrhein-Museum Koblenz, 2024